# Senza Salomè/Quarry Gerri Quak version
Senza Salomè/Quarry Gerri Quak version è il secondo singolo da solista di Gerry Bruno, ex componente dei Brutos, pubblicato su vinile a 45 giri nel 1982 dalla casa discografica G&G Records, distribuita dalla Dischi Ricordi.
Il lato B è una versione di Il ballo del qua qua, pubblicata già nel precedente 45 giri.

## Tracce
1. Senza Salomè(Lorenzo Raggi-Bruno Pallini)
2. Quarry Gerri Quak version (Lorenzo Raggi-Romina Power-Werner Thomas)